# Comanxe
|  | Per a altres significats, vegeu «comanxes». |

El comanxe és una llengua de la família lingüística uto-asteca parlada pels comanxes, qui se separaren dels xoixons després que adquiriren cavalls cap al 1705. El comanxe i el xoixon són força similars malgrat que certs canvis de baix nivell de consonants en comanxe dificulten la intel·ligibilitat mútua.
El nom "comanxe" deriva de la paraula ute kɨmmantsi que vol dir "enemic, estranger". El seu propi nom per a la llengua és nʉmʉ tekwapʉ que vol dir "llengua del poble".

## Ús i esforços de revitalització
Encara que en l'actualitat s'estan realitzant esforços per garantir-ne la supervivència, la majoria dels parlants de la llengua són ancians. Al segle xix els nens comanxe van ser col·locats en internats on els dissuadiren de parlar la seva llengua materna, i fins i tot eren severament castigats per fer-ho. La segona generació es va criar parlant anglès, a causa de la creença que era millor per a ells no saber comanxe.
L'idioma comanxe va ser breument prominent durant la Segona Guerra Mundial. Un grup de disset joves coneguts com els codificadors comanxe van ser entrenats i utilitzats per l'Exèrcit dels Estats Units per enviar missatges que transmetien informació confidencial en l'idioma comanxe i que no podia ser desxifrat per l'enemic.
A partir de juliol de 2013 hi ha al voltant de 25 a 30 parlants nadius de la llengua, d'acord amb The Boston Globe. Hi ha disponible un curs online per l'organització Learn Comanche i el Comanche Language and Cultural Preservation Committee ofereix diccionaris i material d'aprenentatge de la llengua. També s'imparteixen cursos de llengua comanxe al Comanche Nation College. El Col·legi està duent a terme un projecte de registre lingüístic de la llengua, ja que la llengua és "majoritàriament oral" i emfatitza la instrucció per als membres de la tribu.

## Fonologia

### Vocals
El comanxe té el típic inventari vocàlic numic de sis vocals. Endemés, hi ha un diftong comú, /ai/. Històricament, hi havia una certa quantitat de variació lliure entre [ai] i [e]} (com es mostra per comparació amb els cognats xoixon), però la variació ja no és tan comuna i més morfemes s'han convertit en fixos en qualsevol dels /ai/ o /e/. En el següent quadre, els símbols bàsics són transcrits en alfabet fonètic internacional, mentre que els símbols equivalents a l'ortografia convencional es donen a la seva dreta, en parèntesi i en negreta. Tingueu en compte que el comanxe també té vocals sordes, però no són fonèmiques i, per tant, no estan representades en aquesta taula. En l'ortografia convencional aquestes vocals es marquen amb un subratllat:
a̱, e̱, i̱, o̱, u̱, ʉ̱.
|          | Curta   | Curta     | Curta    | Llarga  | Llarga    | Llarga  |
| Anterior | Central | Posterior | Anterior | Central | Posterior |         |
| -------- | ------- | --------- | -------- | ------- | --------- | ------- |
| Tancada  | i       | ɨ (ʉ)     | u        | iː (ii) | ɨː (ʉʉ)   | uː (uu) |
| Mitjana  | e       |           | o        | eː (ee) |           | oː (oo) |
| Oberta   |         |           | a        |         |           | aː (aa) |

### Longitud vocàlica i expressió
El comanxe distingeix les vocals per la longitud. Les vocals poden ser llargues o curtes. Les vocals llargues mai són sonores i en l'ortografia es representen com (aa, ee, ii, oo, uu, ɨɨ). Un exemple d'una vocal llarga és la (ee) a [wakaréʔee] que significa "tortuga". Les vocals curtes poden allargar-se quan estan accentuades. Les vocals curtes poden ser sordes o sonores. Les vocals breus àtones solen sonoritzar-se quan segueixen /s/ o /h/ i, opcionalment, al final de paraula.

### Consonants
El comanxe té el típic inventari consonàntic numic. Igual que amb les llistes de vocals, els símbols bàsics són a la taula són a l'Alfabet fonètic internacional, mentre que els símbols equivalents en l'ortografia convencional es posen a la seva dreta en parèntesi i en negreta.
|            | Labial | Dental | Palatal | Velar  | Velar   | Glotal |
| plain      | Labial | Dental | Palatal | labial |         | Glotal |
| ---------- | ------ | ------ | ------- | ------ | ------- | ------ |
| Nasal      | m      | n      |         |        |         |        |
| Oclusiva   | p      | t      |         | k      | kʷ (kw) | ʔ      |
| Africada   |        | ts     |         |        |         |        |
| Fricativa  |        | s      |         |        |         | h      |
| Aproximant |        |        | j (y)   |        | w       |        |

## Morfologia
Igual que moltes llengües de les Amèriques, Comanche es pot classificar com una llengua polisintética.

### Noms
Els sustantius comanxe es declinen per cas i nombre, i el llenguatge té un nombre dual. Igual que moltes llengües uto-asteques, els substantius poden gaudir d'un sufix absolutiu. Molts dels casos es marquen amb posposicions.
Els pronoms personals tenen tres nombres (singular, dual i plural) i tres  persones. Tenen diferents formes, depenent de si són o no són el subjecte o l'objecte d'un verb, possessives (incloent formes possessives reflexives), o l'objecte d'una posposició. Igual que molts llengües ameríndies el comanxe té en pronoms en primera persona de plurals tenir tant formes inclusives i exclusives.
El paradigma comanxe per a sufixos nominals numerals és el següent:
|         | Subjecte | Objecte    | Possessiu  |
| ------- | -------- | ---------- | ---------- |
| Dual I  | -nʉkwʉh  | -nʉkwʉh-ha | -nʉkwʉh-ha |
| Dual II | -nʉhʉ    | -nihi      | -nʉhʉ      |
| Plural  | -nʉʉ     | -nii       | -nʉʉ       |

Notes:
- Les formes objectives i possessiu difereixen només en la seva última característica: fortis s'aplica al final dels sufixos possessius.
- Els dos sufixos duals no són tècnicament diferents i es poden utilitzar indistintament. No obstant això, es prefereix el primer dels dos (Dual I) per als éssers humans.
- El sufix absolutiu podria caure abans de l'addició d'aquests sufixos.[12]

### Verbs
Molts dels lexemes verbals són regularment supletius: els verbs intransitius són supletius per al subjecte singular o plural i els verbs transitius són supletius per a l'objecte. Els verbs poden adoptar diverses afixos, com noms  incorporats noms abans de l'arrel. La majoria dels afixos verbals són sufixos, excepte per expressar prefixos que canvien sonoritat i prefixos instrumentals.
L'arrel del verb pot prendre una sèrie de prefixos i sufixos. A més d'afixos verbals, els verbs comanxe també poden ser augmentats per altres verbs. Encara que en principi els verbs comanxe es poden combinar lliurement amb altres verbs, en l'actualitat només un grapat de verbs, anomenats vebs auxiliars, es combinen sovint amb altres. Aquestes formes tenen tota la gamma de sufixos aspectuals. Els verbs auxiliars comuns en comanxe inclouen hani 'fer', naha 'ser, esdevenir', miʔa 'anar', i katʉ / yʉkwi 'seure'. Un exemple de com combinar els verbs: katʉ 'seure' + miʔa 'anar' = katʉmiʔa muntar (i marxar).

#### Prefixos instrumentals
Com s'ha esmentat anteriorment el comanxe posseeix un ric repertori de prefixos instrumentals i certs verbs (anomenats verbs instrumentals) no poden anar sense un prefix instrumental. Aquests prefixos poden afectar la transitivitat d'un verb. Els prefixos instrumentals comanxe s'enumeren a continuació:
- kʉh- = 'amb les dents, barbeta, boca'
- kuh- = 'amb calor, foc'
- ma- = 'amb la mà' i com a instrumental generalitzat
- mu- / muh = 'amb el nas, llavis, front'
- nih- = 'verbalment'
- pih- = 'amb les natges, darrere (e.g., d'un cotxe)'
- sʉ- = 'amb fred'; fortis s'aplica al final del prefix
- sʉh- = 'amb el peu, en un moviment violent'
- su- = 'amb la ment, activitat mental'; fortis s'aplica al final del prefix
- tah- = 'amb el peu'
- toh- = 'amb la mà, acció violenta o completada'
- tsah- = 'amb la mà (ampliat a eines de mà)'
- tsih- = 'amb una punta afilada, amb el dit'
- tsox- = 'amb el cap'
- wʉh- = un instrumental d'ús

## Sistema d'escriptura
L'alfabet comanxe va ser desenvolupat per Alice Anderton, una antropòloga lingüista, i va ser adoptat com l'alfabet oficial comanxe per la Nació Comanxe el 1994. L'alfabet és la següent:
| Alfabet | Pronunciació | Alphabet | Pronunciació | Alfabet | Pronunciació | Alfabet | Pronunciació | Alfabet | Pronunciació | Alfabet | Pronunciació |
| ------- | ------------ | -------- | ------------ | ------- | ------------ | ------- | ------------ | ------- | ------------ | ------- | ------------ |
| a       | /a/          | b        | [β] /p/      | e       | /e/          | h       | /h/          | i       | /i/          | k       | /k/          |
| m       | /m/          | n        | /n/          | o       | /o/          | p       | [p] /p/      | r       | [ɾ] /t/      | s       | /s/          |
| t       | [t] /t/      | u        | /u/          | ʉ       | /ə/          | w       | /w/          | y       | /j/          | ʔ       | /ʔ/          |

Notes:
- Les vocals llargues s'indiquen amb la duplicació de la vocal: aa, ee, ii, oo, uu, ʉʉ.
- Les vocals sordes s'indiquen amb un subratllat: a̱, e̱, i̱, o̱, u̱, ʉ̱.
- Quan la tensió no cau en la primera síl·laba de la paraula, que està marcada amb un accent agut ´: kʉtséena 'coiot'.
- L'oclusiva glotal /ʔ/ a vegades s'escriu ?.
- Els fonemes /ts/ i /kʷ/ s'escriuen com a ts i kw, respectivament.

## Exemples
Els següents són exemples de paraules de la llengua comanxe. Es basen principalment en the Comanche Vocabulary: Trilingual Edition de Manuel García Rejón (publicat originàriament en 1864).
L'ortografia usada aquí no és l'alfabet oficial Comanche, però es basa en l'ortografia del castellà. En ell, les lletres dobles són llargues, i la h sempre sona com l'ànglès "hit", fins i tot enmig de la paraula, com a "cuhtz" (kuutsuu 'búfal'). Un marca d'accent indicata la tensió en aquesta síl·laba.
| Castellà          | Comanxe    | Alfabet oficial equivalent              |
| ----------------- | ---------- | --------------------------------------- |
| Noi               | Tuinéhpua  | tuinʉpʉ                                 |
| Germà (gran)      | Bávi       | pabi (-babi després de vocal)           |
| Germà (jove)      | Rámi       | tami (a vegades -rami després de vocal) |
| Búfal             | Cuhtz      | kuutsuu                                 |
| Moresc            | Janib      | hanipʉ                                  |
| Puma              | Toyarohco  | toyaruku                                |
| Coiot             | Tzensa     | tzsensa ? (actualment és kʉtséena)      |
| Grill             | Tuaahtaqui | tuaahtaki                               |
| Cérvol            | Areca      | arʉka                                   |
| Gos               | Sarrie     | sarii                                   |
| Pare              | Ap         | apʉ                                     |
| Foc               | Cuuna      | kuuna                                   |
| Peix              | Pécui      | pekwi                                   |
| Granota           | Pasauiyió  | pasawʔóo                                |
| Herba             | Sonip      | sunipʉ                                  |
| Cavall            | Puc        | puuku                                   |
| Casa              | Caani      | kahni                                   |
| Cecina (menjar)   | Inap       | inapʉ                                   |
| Lluna             | Muea       | mʉa                                     |
| Mare              | Pia        | pia                                     |
| No                | Niatz      | niats ?? (modern 'no' és kee)           |
| Mussol            | Mupitz     | mupitsʉ                                 |
| Conill            | Tábo       | tabu                                    |
| Pluja             | Emar       | ʉmarʉ                                   |
| Arc de Sant Martí | Paracoa    | paracoa                                 |
| Riu               | Piajunubi  | pia hunuubi                             |
| Germana (gran)    | Batzi      | patsi (-batsi following a vowel)        |
| Germana (petita)  | Nami       | nami                                    |
| Cel               | Tomóbi     | tomoobi                                 |
| Estrella          | Tatzinupi  | tatsinupi                               |
| Sol               | Taabe      | taabe                                   |
| Aigua             | Paa        | paa                                     |
| Sí                | Jaa        | haa                                     |

## En cultura popular
En un article al The Boston Globe de 2013 el lingüista Todd McDaniels del Comanche Nation College comentà sobre els intents de Johnny Depp de parlar comanxe a la pel·lícula The Lone Ranger, bo i dient que “Les paraules hi eren, la pronúncia era feble però acceptable."